# الماريشال بليسييه
إمابل جون جاك بليسييه (1794-1864) عسكري فرنسي برتبة مارشال ودوق مالاكوف ولد في 06 نوفمبر 1794 بـ ماروم في مقاطعة السين، استولى على سيفاستوبول عام 1855 (أثناء حرب القرم) وأصبح سفيرا لفرنسا في لندن سنة 1858، وتم تعيينه سنة 1860 حاكما عاما الجزائر.

## سيرته

### شبابه
ابن بيار بيليسيه، اختار الشاب اليافع المسار العسكري ودخل أكاديمية لا فليش في 12 يناير 1814. وبعد فترة وجيزة، في 25 أغسطس، التحق بمدرسة سان سير وغادرها برتبة ملازم ثاني في 18 مارس 1815. في هذا التاريخ، تم دمجه في مدفعية ميزون دو روا قبل الانتقال إلى فوج مشاة الخط 57 في 10 أبريل من نفس العام، بعد أن فر لويس الثامن عشر من عودة نابليون في 19 مارس. أثناء الحملة البلجيكية، خدم في نهر الراين مع وحدته وبالتالي لم يشارك في القتال. انهى عام 1815 بالانتداب إلى فيلق السين إنفريور الإقليمي، وهو الفيلق الذي خدم فيه بيليسييه لمدة أربع سنوات.
ثم تم تعيينه في هيئة الأركان في عام 1819. وفي عام 1823، قام بالبعثة الإسبانية كمساعد للمعسكر وحصل على صلبان وسام جوقة الشرف وسانت فرديناند من إسبانيا. في عام 1828، شارك في حملة موريا، وبهذه المناسبة حصل على صليب سانت لويس.

### احتلال الجزائر
شارك في حملة الجزائر عام 1830، مما أكسبه رتبة قائد سرب عند عودته. وبعد بضع سنوات في هيئة الأركان العامة في باريس، تم إرساله مرة أخرى إلى شمال أفريقيا في عام 1844، خلال الحرب المغربية، وقاد الجناح الأيسر الفرنسي في معركة إيسلي. حيث شغل منصب رئيس أركان ولاية وهران برتبة مقدم.
أظهر بيليسييه سلوكًا غير إنساني بشكل خاص خلال عاصفة الظهرة النارية في يونيو 1845، والتي قتل خلالها ألف من المقاتلين والمدنيين (بما في ذلك النساء والأطفال والمسنين)، دون تمييز، الذين كانوا يعتقدون أنهم سيجدون ملجأ في كهوف الظهرة. على الرغم من الفضيحة التي تبرأ منها وزير الحرب جان دي ديو سولت تمامًا، معلنًا أن "جلد إحدى الطبول خاصتي كان أكثر قيمة من هؤلاء الـ 760 شخصًا"، عين الحاكم العام بوجو بيليسييه، الذي كان يتبع فقط الأساليب التي ينصح بها المحافظ لرتبة عميد. ثم تمت ترقيته إلى رتبة لواء عام 1850، ثم عين حاكما عاما للجزائر لأول مرة في مايو 1851، وهو المنصب الذي شغله لمدة سبعة أشهر.
وفي 4 ديسمبر 1852، استولى على واحة الأغواط (مقر الأغواط). حوالي الثلثين (2500 إلى 3000 من إجمالي 4500 نسمة بقوا في المدينة المحاصرة)، بما في ذلك النساء والأطفال، لتتم مذبحتهم و هذا برفقة الجنرال يوسف.

## جوائز ونياشين
- وسام الصليب الأكبر لجوقه الشرف
- فارس الوسام الملكى والعسكرى في سانت لويس
- فارس الصليب الاعظم لرهبانيه الحمام
- النيشان المجيدى

## روابط خارجية
- الماريشال بليسييه على موقع الموسوعة البريطانية (الإنجليزية)